# 卡斯泰洛山

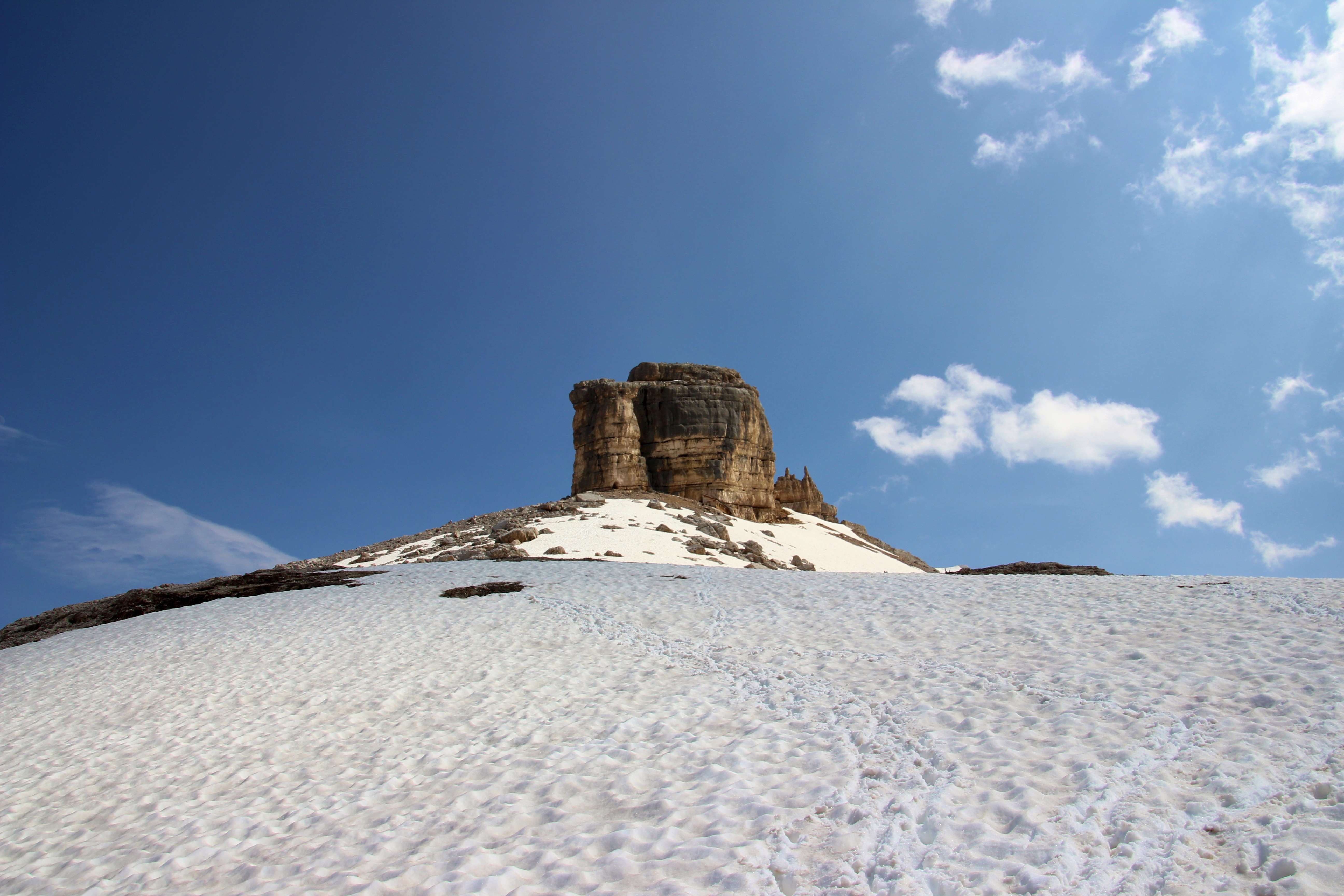

46°34′05″N 12°01′44″E / 46.568087°N 12.028856°E
卡斯泰洛山（義大利語：Monte Castello），是意大利的山脈，位於該國東北部，處於博爾扎諾-南蒂羅爾自治省和貝盧諾省接壤的邊界，屬於法內斯山脈的一部分，距離卡薩萊山0.5公里，海拔高度2,817米。